# سانتونين
سنتونيں أو سانتونينمادة صلبة بلورية، عديمة اللون والرائحة، تستخرج من نباتات معينة، وتستخدم في الأدوية لطرد الديدان. سامة إذا أخذت بجرعات كبيرة.
مادة توجد في نبات الشيح فعالة في طرد الديدان من المعدة حيث اكتشف علماء من جامعة كاليفورنيا في الولايات المتحدة الأمريكية الولايات المتحدة الولايات المتحدةان نبات الشيح قادر على تدمير اغلب الخلايا السرطانية في الجسم خلال 16 ساعة فقط. وحسب رأي العلماء، عند إضافة الحديد إلى هذا المستحضر سوف يدمر 100 بالمائة الخلايا السرطانية في الجسم ويمنع ظهور خلايا سرطانية جديدة.